# Wapen van Oosteeklo

Het wapen van Oosteeklo

Het wapen van Oosteeklo werd nooit officieel toegekend, maar in de praktijk wel gebruikt op het zegel van de toenmalige Oost-Vlaamse gemeente Oosteeklo. Men zou het wapen als volgt kunnen blazoeneren:

In zilver drie eikentakken, de bladeren van sinopel en de eikel van zilver, 2 en 1 geplaatst.

## Symboliek van het wapen
Het wapen van Oosteeklo is een goed voorbeeld van een sprekend wapen: het element eek in de plaatsnaam Oosteeklo verwijst naar de eik, wat de drie eikentakken verklaart. De stad Eeklo, die aan Oosteeklo grenst maar er geen administratieve banden mee heeft, voert eveneens een sprekend wapen.

## Verwante symbolen en wapens

De vlag van de fusiegemeente Assenede, met de eikentak van Oosteeklo
Het wapen van de stad Eeklo

Aalst · Aalter · Assenede · Berlare · Beveren-Kruibeke-Zwijndrecht · Brakel · Buggenhout · Deinze · Denderleeuw · Dendermonde · Destelbergen · Eeklo · Erpe-Mere · Evergem · Gavere · Gent · Geraardsbergen · Haaltert · Hamme · Herzele · Horebeke · Kaprijke · Kluisbergen · Kruisem · Laarne · Lebbeke · Lede · Lierde · Lievegem · Lochristi · Lokeren · Maarkedal · Maldegem · Merelbeke-Melle · Nazareth-De Pinte · Ninove · Oosterzele · Oudenaarde · Ronse · Sint-Gillis-Waas · Sint-Laureins · Sint-Lievens-Houtem · Sint-Martens-Latem · Sint-Niklaas · Stekene · Temse · Waasmunster · Wetteren · Wichelen · Wortegem-Petegem · Zele · Zelzate · Zottegem · Zulte · Zwalm

Voormalige gemeentewapens: 
Bazel · Beveren · De Pinte · Kruibeke · Oosteeklo · Rupelmonde · Steendorp · Tielrode